# Sericania elongata
Sericania elongata är en skalbaggsart som beskrevs av Shuhei Nomura 1976. Sericania elongata ingår i släktet Sericania och familjen Melolonthidae. Inga underarter finns listade i Catalogue of Life.